# Clinopodium mutabile
Clinopodium mutabile — вид квіткових рослин з родини глухокропивових (Lamiaceae).

## Поширення
Ендемік Еквадору.
Росте на висотах від 2000 до 3500 метрів. Його природне середовище проживання — субтропічні чи тропічні сухі чагарники.